# آرماله
آرماله (به فرانسوی: Armaillé) یک کمون در فرانسه است که در canton of Pouancé واقع شده‌است. آرماله ۱۶٫۷۸ کیلومتر مربع مساحت دارد ۹۷ متر بالاتر از سطح دریا واقع شده‌است.